# Occidryas omniluteofuscus
Occidryas omniluteofuscus är en fjärilsart som beskrevs av Gunder 1925. Occidryas omniluteofuscus ingår i släktet Occidryas och familjen praktfjärilar. Inga underarter finns listade i Catalogue of Life.